# Peter Witte (Landvogt)
Peter Witte (* 7. November 1641 in Lemkenhafen; † 24. Juli 1713 ebenda) war Kaufmann, Schiffer und Landvogt von Fehmarn.

## Leben
Witte wurde am 7. November 1641 in Lemkenhafen auf Fehmarn als Sohn des Michael Witte und der Gerdruth Tiedemann geboren. Er heiratete am 30. November 1663 in Landkirchen auf Fehmarn Emerentia Koeß aus Blieschendorf. Sie kam aus bäuerlichem Hause und war der Schifffahrt verbunden; von einem gewissen Wohlstand zeugt ihr „Brautschatz“ von 4500 Talern, was drei mittleren Häusern entspricht. Aus der Ehe gingen 12 Kinder hervor.
Peter Witte stand der Landschaft Fehmarn von 1692 bis 1707 während des politischen Streits um die Lehnszugehörigkeit des Herzogtums Schleswig-Gottorfs zur dänischen Krone als Landvogt vor. 
Mit der Spende der Johannispredigt, die zu einem Aufleben der Lustbarkeit bei den Sonnenwendfeiern führte, trug er zur Erhaltung ländlicher Traditionen und heidnischer Folklore bei. Sein großzügiges, kirchlich verwaltetes Stiftungslegat, das am Sonntag nach Johanni talerweise für die Johannipredigt verwendet wurde, war 1912 aufgezehrt. Ihm wurde mit folgendem Lied in den Tanzlokalen gehuldigt:
„Peter Witt hät uns een Daaler geven, nu wööt wi ok mal lustig leeven...!“
In der Petrikirche (Landkirchen) erinnert ein prächtiges Epitaph an ihn.